# Anomala mandangensis
Anomala mandangensis är en skalbaggsart som beskrevs av Carsten Zorn 2006. Anomala mandangensis ingår i släktet Anomala och familjen Rutelidae. Inga underarter finns listade i Catalogue of Life.